# Monte Asama
Mount Asama (浅間山, Asama-yama) é um vulcão complexo ativo no centro de Honshū, a principal ilha do Japão. O vulcão é o mais ativo da região. A Agência Meteorológica do Japão classifica o Monte Asama como classificação A. Atinge a altitude de 2 568 metros (8 425 pés) e situa-se na fronteira entre as prefeituras de Gunma e Nagano. Está incluído entre as 100 montanhas célebres do Japão.

## Geologia
O Monte Asama fica na conjunção do Arco Izu-Bonin-Mariana e do Arco Nordeste do Japão. A montanha é construída a partir de rochas vulcânicas máficas e piroclásticas não alcalinas que datam do Pleistoceno Superior ao Holoceno. Os principais tipos de rocha são o andesito e o dacito.

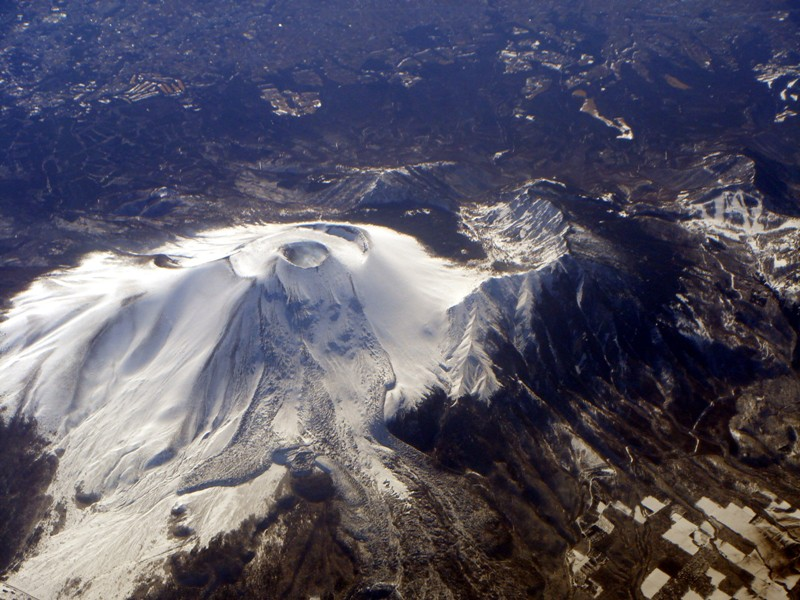
Viewed from the north

Cientistas da Universidade de Tóquio e da Universidade de Nagoya concluíram seu primeiro experimento de imagem bem-sucedido do interior do vulcão em abril de 2007. Ao detectar partículas subatômicas chamadas múons enquanto passavam pelo vulcão depois de chegarem do espaço, os cientistas foram capazes de gradualmente construir uma imagem do interior, criando imagens de cavidades por onde a lava passava no fundo do vulcão.
Um observatório de vulcões da Universidade de Tóquio está localizado na encosta leste da montanha. As emissões de gases vulcânicos deste vulcão são medidas por um Sistema Analisador de Gás Multi-Componente, que detecta a desgaseificação pré-eruptiva de magmas ascendentes, melhorando a previsão da atividade vulcânica.
Há também outra montanha chamada Asama (朝熊山, Asama-yama) de apenas 555 metros na província de Mie.

## Erupções
As erupções do Monte Asama marcam o período da história registrada do Japão, incluindo: 2019, 2009, 2008, 2004, 2003, 1995, 1990, 1983, 1982, 1973, 1965, 1961, 1958–59, 1953–55, 1952, 1952, 1950–51, 1949, 1947, 1946, 1944–45, 1938–42, 1935–37, 1934, 1934, 1933, 1931–32, 1930, 1929, 1929, 1927–28, 1924, 1922, 1920–21, 1919, 1918?, 1917, 1916, 1915, 1914, 1909–14, 1908, 1908, 1907, 1907, 1906, 1905?, 1904, 1903, 1902, 1902, 1900–01, 189 9, 1899, 1894, 1889, 1879, 1878?, 1875, 1869, 1815, 1803, 1803, 1783, 1779?, 1777, 1776, 1769, 1762, 1755, 1754, 1733, 1732, 1731, 1729, 1729, 1728, 1723, 1723, 1722, 1721, 1720, 1719, 1718, 1717, 1711, 1710, 1708– 09, 1706, 1704, 1703, 1669, 1661, 1661, 1660, 1659, 1658, 1657, 1656, 1655, 1653, 1652, 1651, 1650?, 1649, 1648, 1648, 16 47, 1645, 1644, 1609, 1605, 1604, 1600, 1598, 1597, 1596, 1596, 1595?, 1591, 1590, 1532, 1528, 1527, 1518, 1427?, 1281, 1108, 887, 685.

## Erupção do Monte Asama em 1783

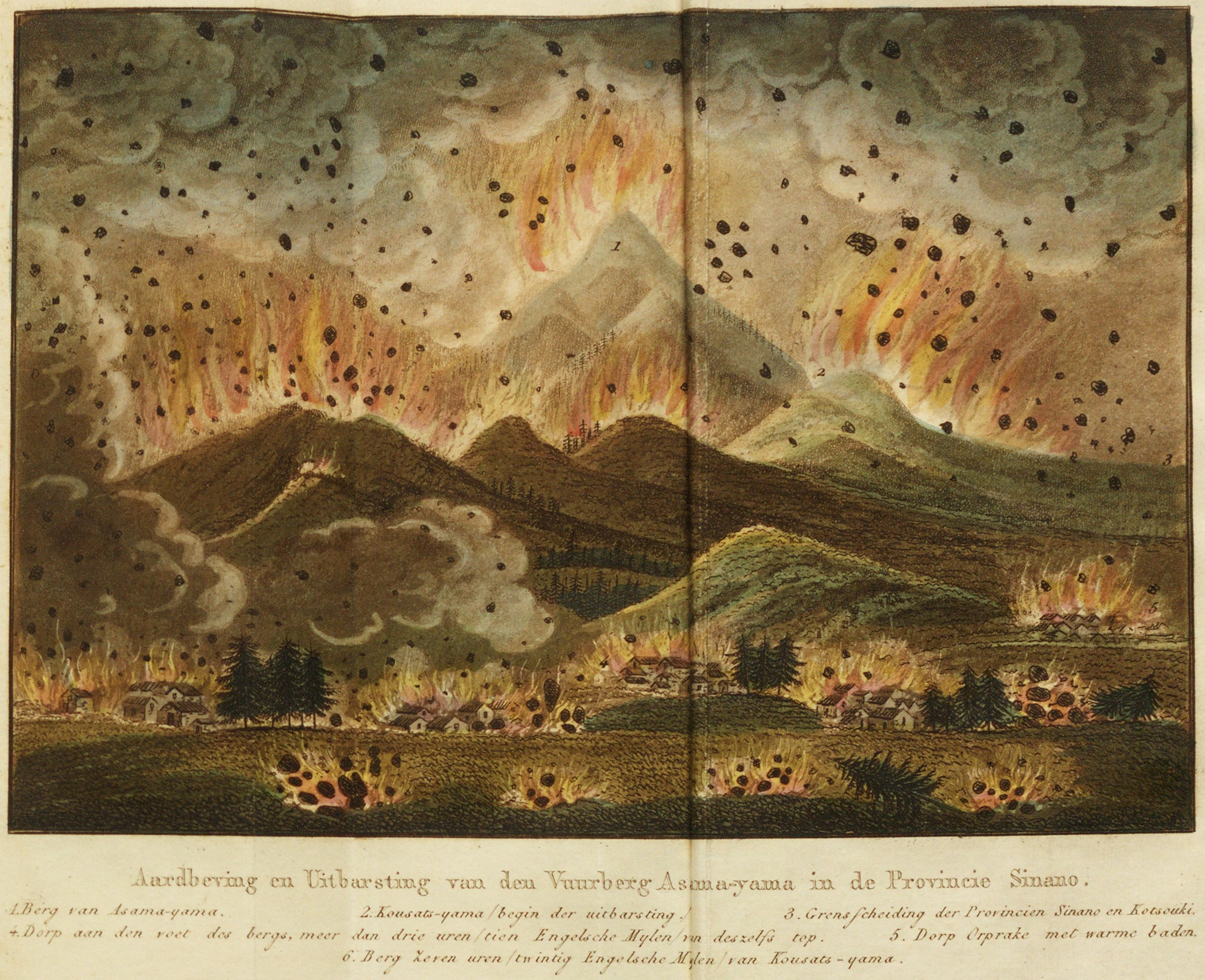
Bijzonderheden sobre o Japão (1824). Ilustração da erupção do Monte Asama.

O Monte Asama entrou em erupção em 1783, causando danos generalizados. A erupção pliniana de três meses que começou em 9 de maio de 1783, produziu quedas de pedra-pomes andesíticas, fluxos piroclásticos, fluxos de lava e ampliou o cone. A erupção climática começou em 4 de agosto e durou 15 horas e continha quedas de pedra-pomes e fluxos piroclásticos. As características complexas desta erupção são explicadas por depósitos rápidos de cinzas piroclásticas grosseiras perto da abertura e os fluxos subsequentes de lava; e esses eventos que foram acompanhados por uma alta pluma de erupção que gerou novas injeções de pedra-pomes no ar.
O relato do diplomata holandês Isaac Titsingh sobre a erupção de Asama-Yama foi publicado postumamente em francês em Paris em 1820; e uma tradução para o inglês foi publicada em Londres em 1822. Esses livros foram baseados em fontes japonesas, e o trabalho representou o primeiro de seu tipo a ser disseminado na Europa e no Ocidente.
A devastação do vulcão exacerbou o que já era conhecido como a "fome Tenmei". Grande parte das terras produtivas agrícolas nas províncias de Shinano e Kōzuke permaneceria em pousio ou subprodução pelos próximos quatro ou cinco anos. Os efeitos desta erupção foram agravados porque, após anos de fome próxima ou real, nem as autoridades nem o povo tinham reservas restantes. A erupção de 4 de agosto matou até 1 400 pessoas, com mais 20 000 mortes causadas pela fome.
Devido à erupção de Tenmei, um fluxo de lava chamado "Onioshidashi" fluiu ao longo da encosta norte do Monte Asama. Agora, é conhecido como destino turístico.